# Gae Aulenti
Gaetana « Gae » Aulenti  (née le 4 décembre 1927 à Palazzolo dello Stella, dans la province d'Udine, et morte le 31 octobre 2012 à Milan) est une architecte, architecte d’intérieur, théoricienne d'architecture et designer italienne. Elle est renommée pour l’aménagement de plusieurs musées à Paris et Barcelone.

## Biographie
Gae Aulenti, née en 1927 à Palazzolo dello Stella (UD), est la fille d’Aldo Aulenti, d’origine apulienne, et de Virginia Gioia, napolitaine d’origine calabraise,,. Elle est diplômée en architecture de l’École polytechnique de Milan en 1953, où elle a également obtenu le diplôme de la profession. Gae Aulenti a suivi une formation d’architecte à Milan dans les années cinquante, où l’architecture italienne est engagée dans cette recherche culturelle historique sur la récupération des valeurs architecturales du passé et de l'environnement bâti existant qui se joindra au mouvement Neoliberty. Aulenti fait partie de cette tendance, qui est en désaccord avec le rationalisme. De 1955 à 1965, elle fait partie de la rédaction de Casabella-continuità dirigée par Ernesto Nathan Rogers, qu’elle considère comme son « père spirituel ».
De 1960 à 1962 elle enseigne en tant qu'assistante en composition architecturale à l'université IUAV de Venise. De 1964 à 1967, elle enseigne cette même matière à l'École polytechnique de Milan.
Lors de la 13e biennale d'architecture de Milan en 1964, elle conçoit le pavillon italien. De 1966 à 1969, elle est vice-présidente de la Société des designers italiens. En 1974, elle fait partie de la rédaction du magazine Lotus International. De 1976 à 1979, elle est enseignante au Laboratorio di Progettazione Teatrale (mise en scène) à Prato. De plus, elle est professeure invitée aux États-Unis, au Canada, en Espagne, en Allemagne, en Suède et en Iran.
Elle crée des mises en scène (notamment pour le réalisateur Luca Ronconi), des meubles, des aménagements divers, des jardins, des logements, des hôtels, écoles et magasins. Elle acquiert une renommée internationale dans les années 1980. De 1980 à 1986, elle est cheffe du projet de réhabilitation et transformation en musée de la gare d'Orsay à Paris. En 1987, elle est faite chevalier de la Légion d'honneur par François Mitterrand. De 1982 à 1985, elle réaménage le Centre national d’art et de culture Georges-Pompidou. De 1985 à 1992, elle réhabilite le Palacio Nacional de Montjuic à Barcelone en musée national d'art de Catalogne. En 1991, pour l’ensemble de son œuvre, elle reçoit le prix japonais Praemium Imperiale.
Elle décède le 31 octobre 2012 à Milan, à l'âge de 84 ans.

## Scénographies
Gae Aulenti utilise l’art de fusionner différents concepts de design, intégrant l'architecture, la création d'objets industriels et les dimensions du spectacle et des expositions. Elle a révolutionné le design du théâtre italien en jouant avec l'espace scénique et en exploitant les illusions  de perspective. À travers ses œuvres scénographiques, elle interroge les limites de la dimension théâtrale de l’architecture.
Dans les années 1970, elle collabore au design de nombreuses scénographies pour le théâtre, notamment avec le Prato Théâtre Design Workshop. Ce théâtre prône le design scénique qui plonge le spectateur dans un univers avec l’utilisation de différentes structures en mouvement, et créer une impression d’immersion. Chaque œuvre arrive à unir les danseurs, chanteurs et acteurs avec leur environnement créatif et imaginaire, la plupart conçus par Aulenti.
À partir de 1974, Aulenti travaille sur des productions avec Luca Ronconi, réalisateur italien de théâtre et d’opéra. Ensemble, ils fondent le Laboratorio di Progettazione Teatrale, où ils collaborent de 1976 à 1979. Leur partenariat conçoit la scénographie de seize productions, dont Calderón de Pier Paolo Pasolini, La Baccanti d'Euripide et La Torre de Hugo von Hofmannsthal.
Elle s’inspire du travail de Filippo Tommaso Marinetti, A Manifesto of Variety Theatre (1913), en utilisant des concepts imaginatifs, satiriques et futuristes grâce à des mécaniques modernes; Aulenti utilise des structures, des plateformes, des escaliers pour ses créations scénographiques.